# Nationaal Park Koerse Schoorwal (Rusland)
Nationaal Park Koerse Schoorwal (Russisch: Национальный парк Куршская коса) omvat het deel van de Koerse Schoorwal gelegen in de Russische oblast Kaliningrad. De oprichting tot nationaal park vond plaats op 6 november 1987 per decreet (№ 423/1987) van de regering van de Russische SFSR. In 2000 werd de gehele Koerse Schoorwal, inclusief het gedeelte in Litouwen, toegevoegd aan de UNESCO-Werelderfgoedlijst. Nationaal Park Koerse Schoorwal heeft een oppervlakte van 66,21 km² en heeft een breedte tussen de 350 en 4.000 m.

## Kenmerken
De gehele Koerse Schoorwal heeft een lengte van 98 km en is vrijwel evenredig verdeeld tussen de Russische Oblast Kaliningrad en het Litouwse district Klaipėda. Het Litouwse gedeelte is eveneens een nationaal park en staat ook bekend onder de naam Nationaal Park Koerse Schoorwal. De Koerse Schoorwal zorgt ervoor dat de Oostzee gescheiden blijft van het Koerse Haf. Nationaal Park Koerse Schoorwal bestaat grotendeels uit duingebieden, stuifzanden, kustbossen, moerassen, droge weiden en stranden. Culturele elementen zijn overblijfselen van 10e- en 11e-eeuwse handelsdorpen, oude vissersdorpen en een oude postweg.

## Doelstellingen
Nationaal Park Koerse Schoorwal heeft als doel:
- Het behouden van de natuurlijke complexen, de unieke uitstraling van het gebied en de bijbehorende flora en fauna;
- Het behoud van culturele en historische objecten;
- Het scheppen van voorwaarden voor ecotoerisme en recreatie;
- Het creëren van ecologische, culturele en historische bewustwording van de lokale bevolking;
- Het ontwikkelen en uitvoeren van wetenschappelijke methoden voor natuurbescherming m.b.t. het gebied;
- Het toezicht houden op de milieu-omstandigheden;
- Het herstellen van aangetaste natuurlijke en historische complexen en objecten;
- Het ontwikkelen van wetenschappelijke en technische informatie en het behouden van organisaties die zich bezighouden met culturele samenwerking tussen Rusland en het buitenland m.b.t. het gebied.

## Fauna
Dankzij de verscheidenheid aan biotopen is de dierenwereld in Nationaal Park Koerse Schoorwal zeer divers. Er komen zelfs hoefdieren voor als wild zwijn (Sus scrofa), eland (Alces alces), ree (Capreolus capreolus) en kleine roofdieren als hermelijn (Mustela erminea), boommarter (Martes martes) en otter (Lutra lutra). Vogels zijn ook rijk vertegenwoordigd, met 262 vastgestelde soorten. Onder de meest voorkomende broedvogels bevinden zich de fitis (Phylloscopus trochilus), sperwergrasmus (Sylvia nisoria) en braamsluiper (Sylvia curruca). Ook broeden er enkele kraanvogels (Grus grus).

## Afbeeldingen

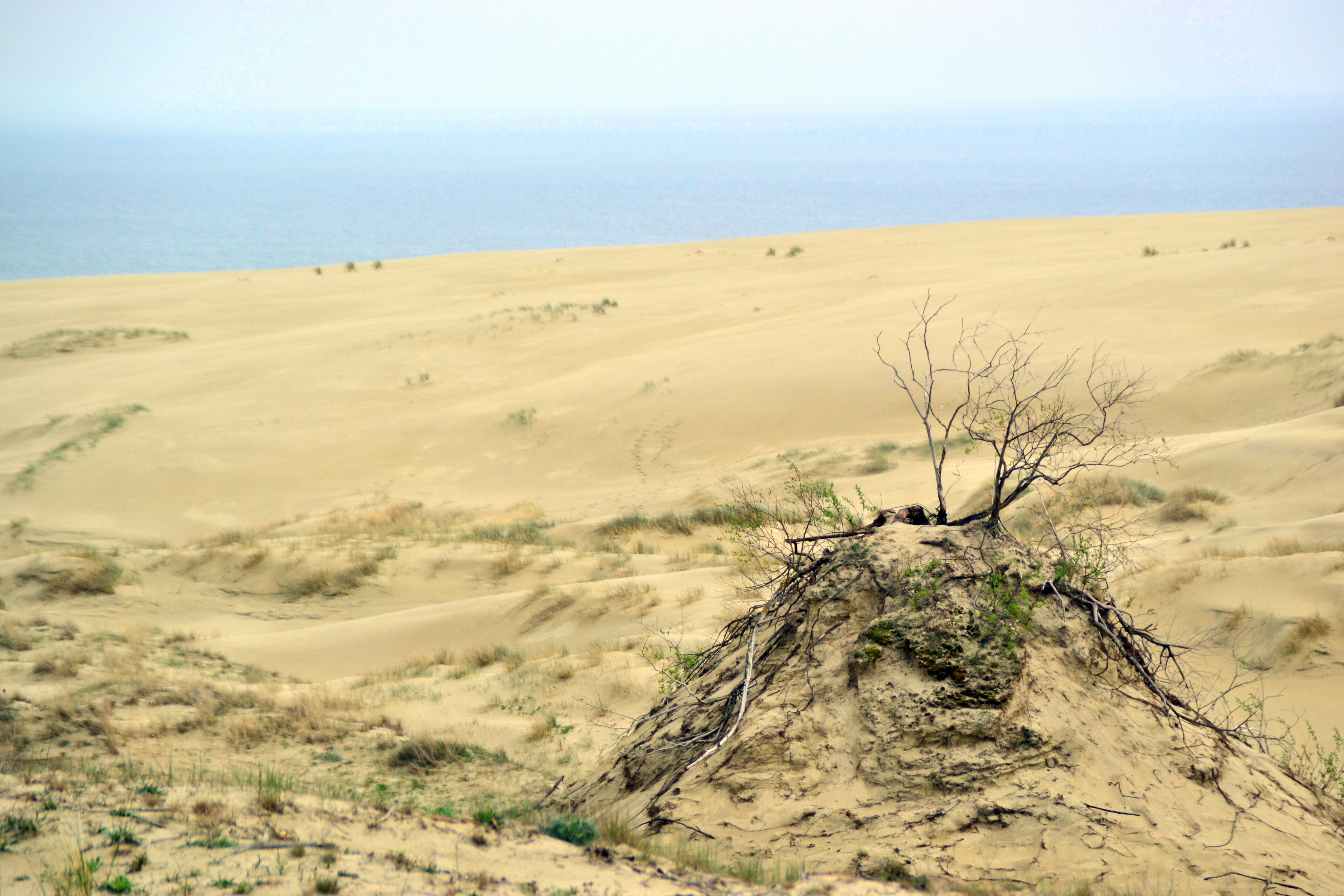
Stuifzand
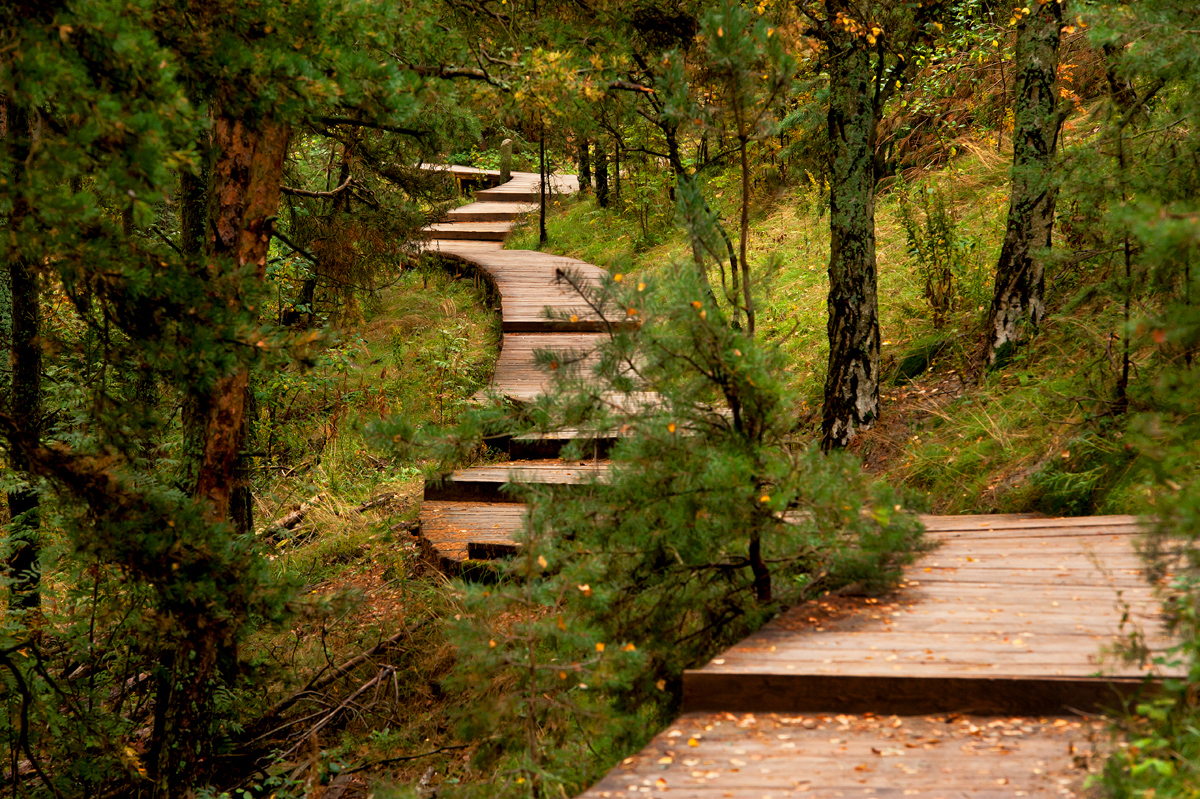
Vlonderpad door het kustbos.
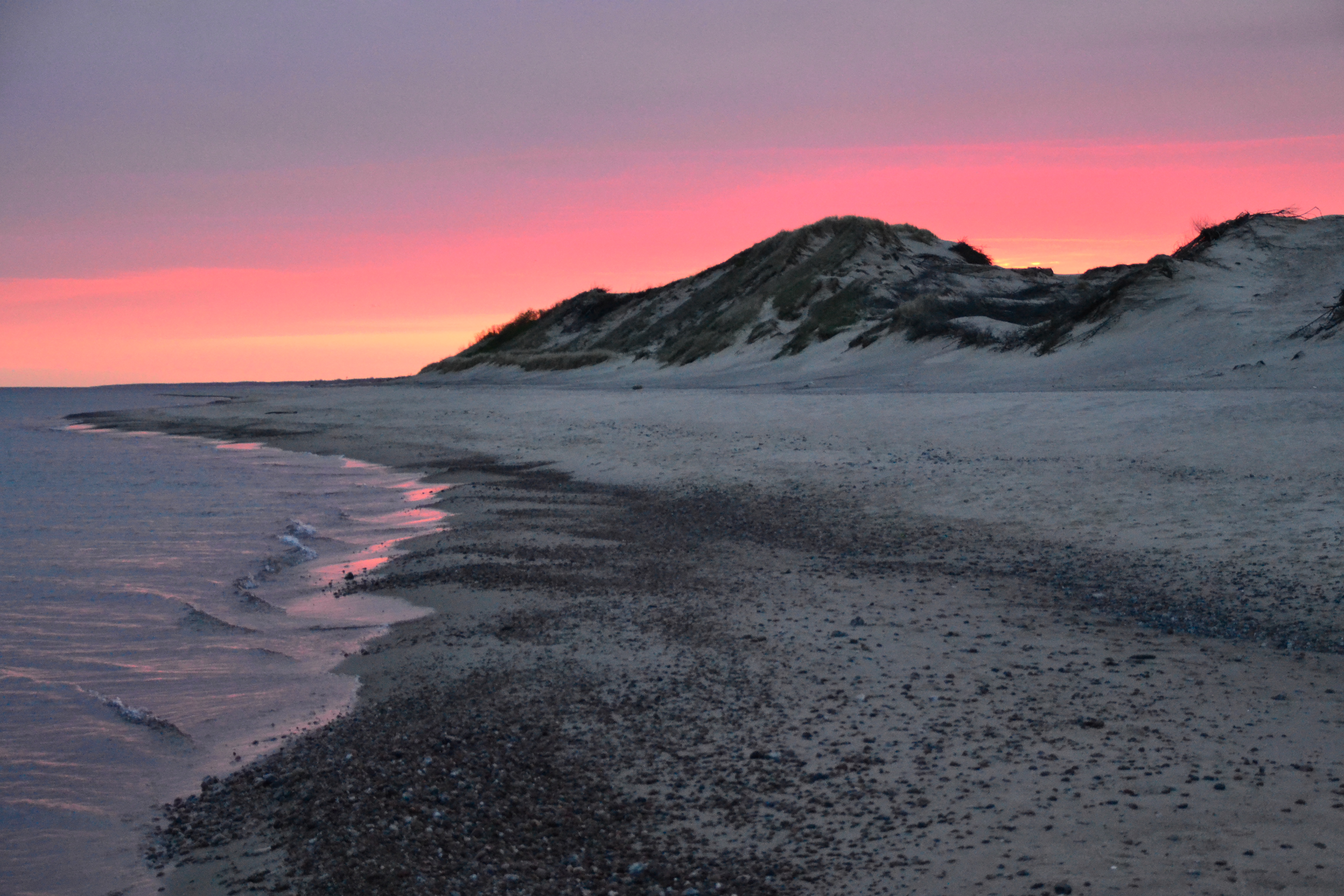
Oostzeekust aan de Koerse Schoorwal.
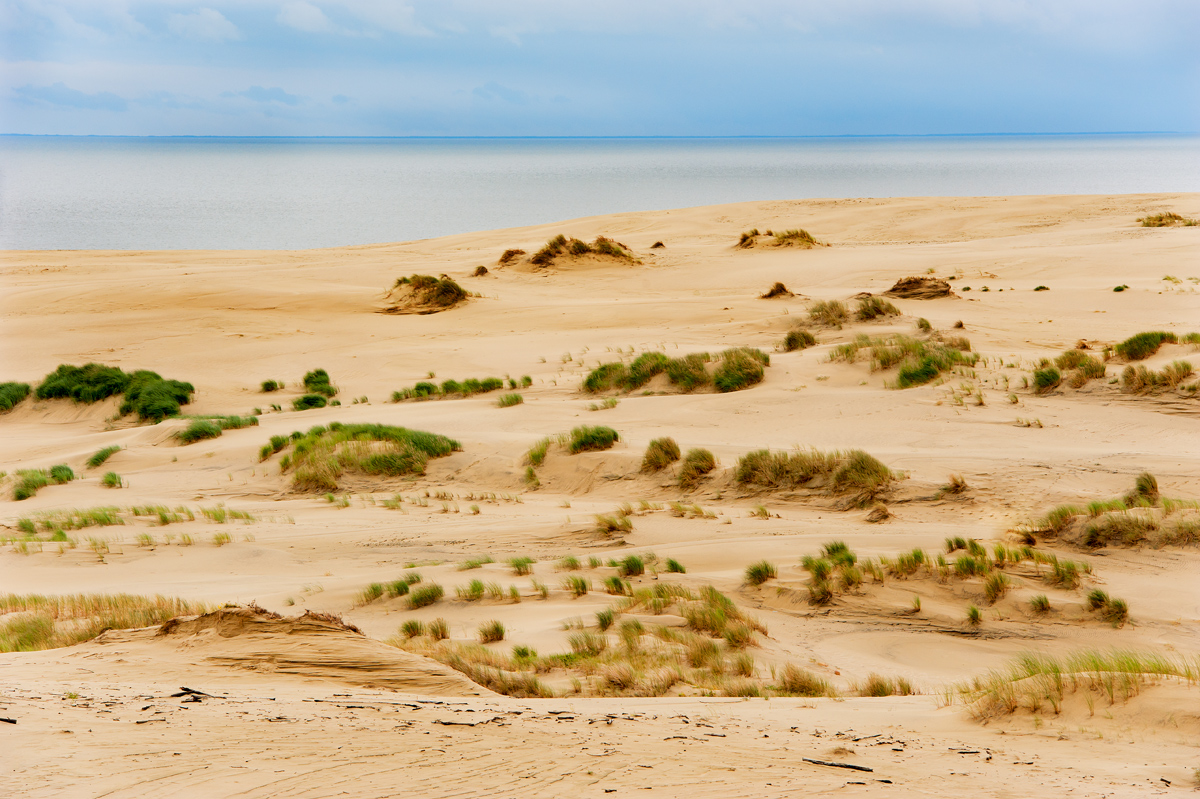
Duingebied.
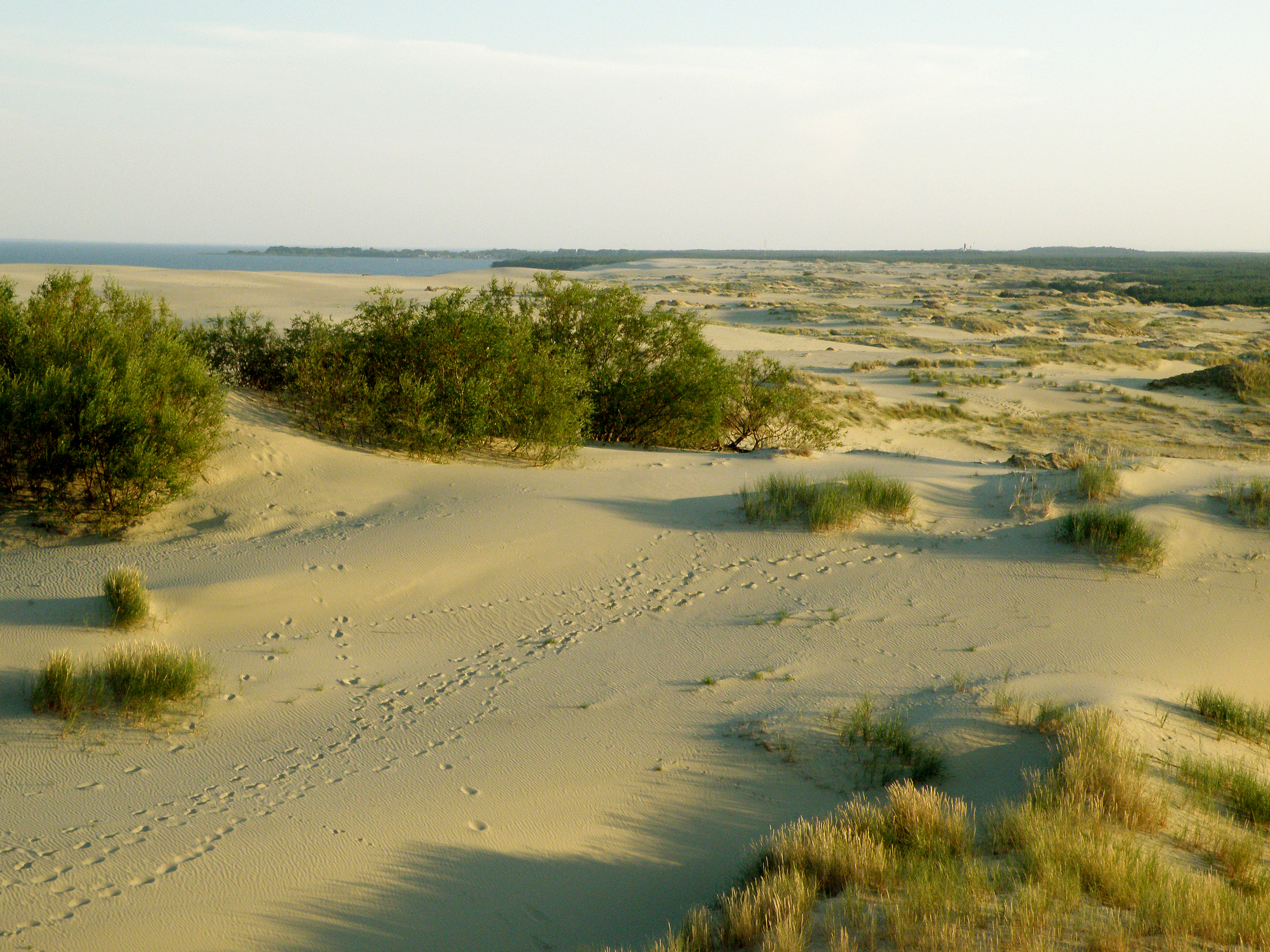
Duingebied met struikgewas.
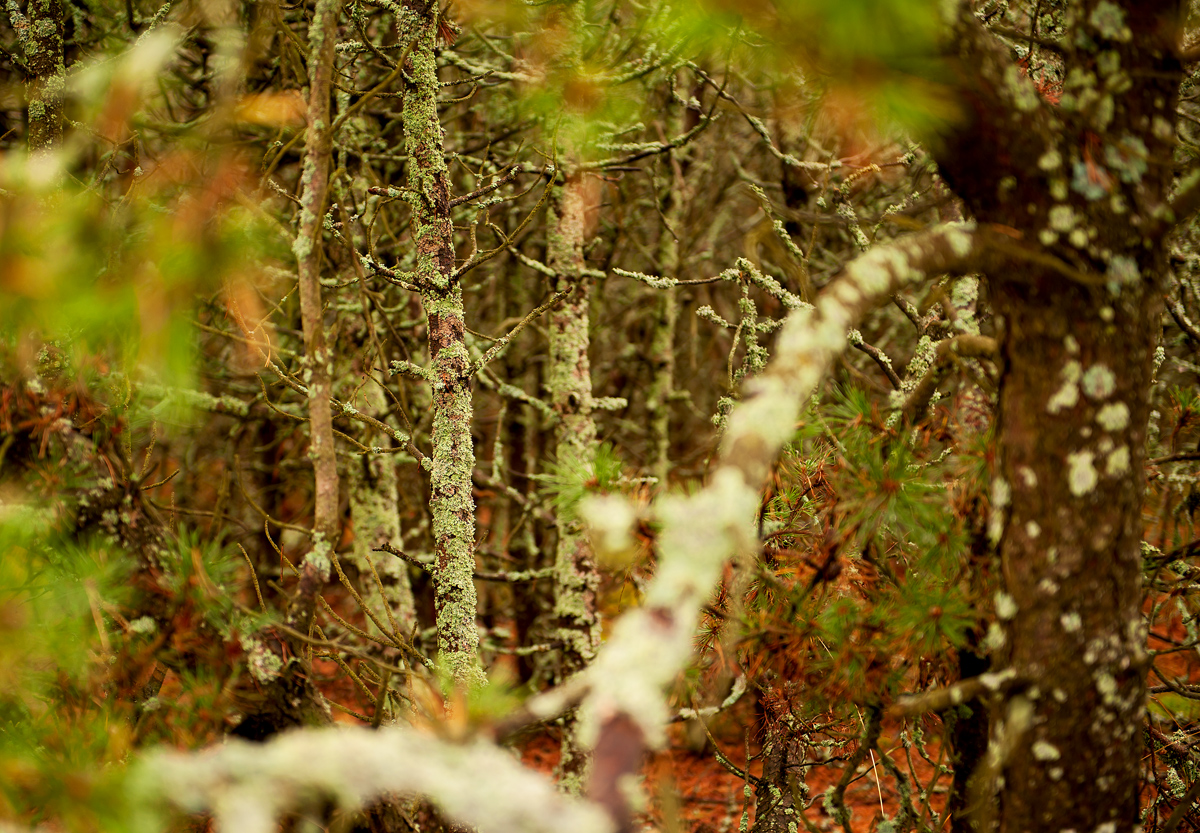
Naaldbos.
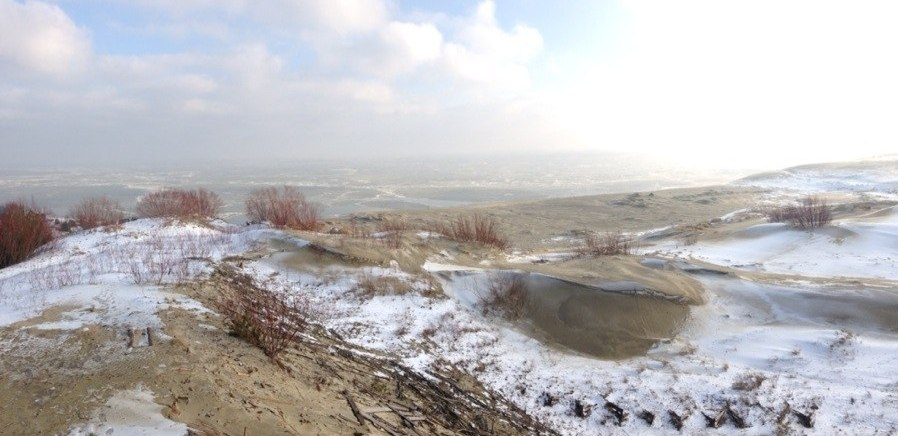
Winterse aanblik op de Koerse Schoorwal.